# Löjen och tårar (1924)
Löjen och tårar är en svensk film från 1924 i regi av Bror Abelli. 

## Om filmen
Filmen premiärvisades den 1 september 1924. Manusförlaga var Johan Jolins pjäs Löjen och tårar som uruppfördes på Södermalmsteatern i Stockholm 1862. Filminspelningen skedde i Stockholm och Sorunda av filmfotograferna Sven Bardach och Gösta Stäring. Filmen innehåller flera dokumentärt värdefulla bilder från det tidiga tjugotalets Stockholm. För att finansiera filmen bildade Abelli Förenade Svenska Filmintressenter förening u p a och inbjöd till andelsteckning med ett pris av 10 kronor per andel. Victor Sjöströms filmkomedi från 1913 Löjen och tårar har troligen samma pjäs som förlaga fast Jolin krediterades då inte som författare till förlagan.

## Rollista i urval
- Eugen Nilsson – Brand, murare
- Maja Jerlström – Agnes, Brands dotter
- Ernst Berglund – Ferdinand Frisk, servitör
- Thure Holm – Tageson, advokat
- Gucken Cederborg – Augusta Olifant
- Ernst Brunman – Fritz Olifant, brukspatron
- Walter Matsoff – Bernhard Tageson
- Sven Ingels – Agaton Hyllner, direktör
- Gertie Löweström – Karolina Lindekvist
- Anna Thorell – fru Brand
- Gustaf Lövås – Hybinett i Sorunda, nämndeman
- Bertil Duroj – murare
- Eugen Nilsson – murare
- Manne Lundh – domare
- Nils Dahlström